# Сан-Пабло-де-Борбур
Сан-Пабло-де-Борбур (исп. San Pablo de Borbur) — город и муниципалитет в центральной части Колумбии, на территории департамента Бояка. Входит в состав Западной провинции.

## История
Поселение, из которого позднее вырос город, было основано в 1875 году. Муниципалитет Сан-Пабло-де-Борбур был выделен в отдельную административную единицу в 1959 году.

## Географическое положение

Муниципалитет Сан-Пабло-де-Борбур

Город расположен в западной части департамента, в гористой местности Восточной Кордильеры, к западу от реки Минеро (бассейн Магдалены), на расстоянии приблизительно 78 километров к западу-северо-западу (WNW) от города Тунха, административного центра департамента. Абсолютная высота — 556 метров над уровнем моря.
Муниципалитет Сан-Пабло-де-Борбур граничит на северо-западе и западе с территорией муниципалитета Отанче, на юге — с муниципалитетом Мусо, на юго-востоке — с муниципалитетом Марипи, на северо-востоке — с муниципалитетом Пауна. Площадь муниципалитета составляет 194 км².

## Население
По данным Национального административного департамента статистики Колумбии, совокупная численность населения города и муниципалитета в 2015 году составляла 10 524 человека.
Динамика численности населения муниципалитета по годам:
| 2005   | 2006   | 2007   | 2008   | 2009   | 2010   | 2011   | 2012   | 2013   | 2014   | 2015   |
| ------ | ------ | ------ | ------ | ------ | ------ | ------ | ------ | ------ | ------ | ------ |
| 10 924 | 10 894 | 10 865 | 10 831 | 10 794 | 10 749 | 10 708 | 10 663 | 10 623 | 10 564 | 10 524 |

Согласно данным переписи 2005 года мужчины составляли 55,2 % от населения Сан-Пабло-де-Борбура, женщины — соответственно 44,8 %. В расовом отношении белые и метисы составляли 80,9 % от населения города; негры, мулаты и райсальцы — 19,1 %.
Уровень грамотности среди всего населения составлял 81 %.

## Экономика
Основу экономики Сан-Пабло-де-Борбура составляют сельское хозяйство и добыча полезных ископаемых.

54,4 % от общего числа городских и муниципальных предприятий составляют предприятия торговой сферы, 37,8 % — предприятия сферы обслуживания, 7,8 % — промышленные предприятия.

## Транспорт
Через город проходит национальное шоссе № 60 (исп. Ruta Nacional 60).